# 比利亚卡斯廷
比利亚卡斯廷，是西班牙卡斯蒂利亚-莱昂塞戈维亚省的一个市镇。 总面积110平方公里，总人口1553人（2001年），人口密度14人/平方公里。